# Преображенская, Наталья Георгиевна
Наталья Георгиевна Преображенская (1936—2021) — советский и российский педагог, доктор педагогических наук, профессор Смоленского государственного университета.

## Биография
Наталья Георгиевна Преображенская родилась 28 марта 1936 года. После окончания средней школы поступила на художественно-графический факультет Московского городского педагогического института имени В. П. Потёмкина. В 1959 году окончила этот вуз. 
В 1962 году переехала в Смоленск, где стала работать в Смоленском государственном педагогическом институте. Была ассистентом, доцентом, профессором, заведующей кафедрой черчения института (впоследствии — университета). Руководила кафедрой в период с 1997 по 2004 годы.
В общей сложности Преображенская опубликовала более 70 научных работ. Основная сфера научных интересов — алгоритмизация обучения черчения. Принимала участие в написании ученика и рабочих тетрадей по черчению для учащихся средних общеобразовательных школ. В 1972 году Преображенская защитила диссертацию на соискание учёной степени кандидата педагогических наук на тему: «Экспериментальное исследование вопросов методики формирования умений и навыков чтения чертежа у учащихся средней школы на первоначальном этапе обучения черчению». В 2005 году защитила докторскую диссертацию по теме: «Особенности системы развивающей направленности обучения черчению в современной общеобразовательной школе». 
Под руководством Преображенской было защищено 5 кандидатских диссертаций.
Умерла 2 января 2021 года, похоронена на Новом кладбище Смоленска.

## Награды
- Заслуженный работник высшей школы Российской Федерации (19 июня 2002 года).